# Městské opevnění (Náchod)
Městské opevnění Náchoda bylo tvořeno hradební zdí s ochozem, 24 baštami, vodním příkopem a dvěma věžemi bran. Dochovaly se jen krátké úseky, nejvíce v místech, kde hradby navazovaly na opevnění hradu, později přestavěného na zámek.

## Historie
Kamenným hradbám patrně předcházela dřevěná palisáda. K jejímu nahrazení právě hradbami došlo buď před rokem 1325, kdy Náchod držel Jan Lucemburský, nebo v následujícím období za Hynka Berky mladšího z Dubé. Zajímavostí je, že hradby nemají základy. Došlo jen k položení kamenů, na které se pak vystavělo hradební zdivo. I proto mělo opevnění 24 bašt, aby zeď zpevnily. Výška hradeb se pohybovala od dvou do čtyř metrů mezi hradem a náměstím, dále pak okolo samotného města hradba měřila pět až osm metrů.
Hlavní městská brána, Hradecká, se nacházela na jihozápadní straně města, na dnešní Tyršově ulici. Památkou na ní je tabulka na stěně bývalé záložny. Brána byla tvořena věží, na kterou byl ve druhé polovině 16. století umístěn hlásný. V letech 1578–1579 byla brána přestavěna, znovu pak obnovena ve skromnější podobě po požáru roku 1663. Jednalo se snad o hranolovou věž, která mírně předstupovala před hradby. Ve valeném průjezdu se měla nacházet z obou stran vrata, na vnitřní straně i mříž. V roce 1773 se zmiňuje špatný stav brány. Ke stržení došlo roku 1827.
Druhou branou byla Horská (Polická, Kladská). Ta stála na druhém konci města v místech domů čp. 83 a 920 v Palackého ulici. Před vjezdem do města se nacházel kamenný most z 16. století. Oprava brány proběhla v letech 1617–1619, znovu pak po požáru 1663. V patře byla zřízena roubená světnička vrátného. Brána předstupovala mírně před hradby. Vjezd byl opatřen mříží. Ke stržení došlo stejně jako u Hradecké brány v roce 1827.
Součástí hradeb byly i dvě fortny. Horní se nacházela v místech dnešní Okresní správy sociálního zabezpečení, dolní v místech bytovky čp. 1563 v Hronově ulici.
V první polovině 19. století stály náchodské hradby téměř v celém rozsahu. Postupně byly ale strhávány. Část byla zničena při sanaci židovské čtvrti v šedesátých letech 20. století. Poslední velký úsek byl stržen roku 1980. Od roku 1958 jsou dochované úseky chráněny jako kulturní památka České republiky.

## Dochované úseky

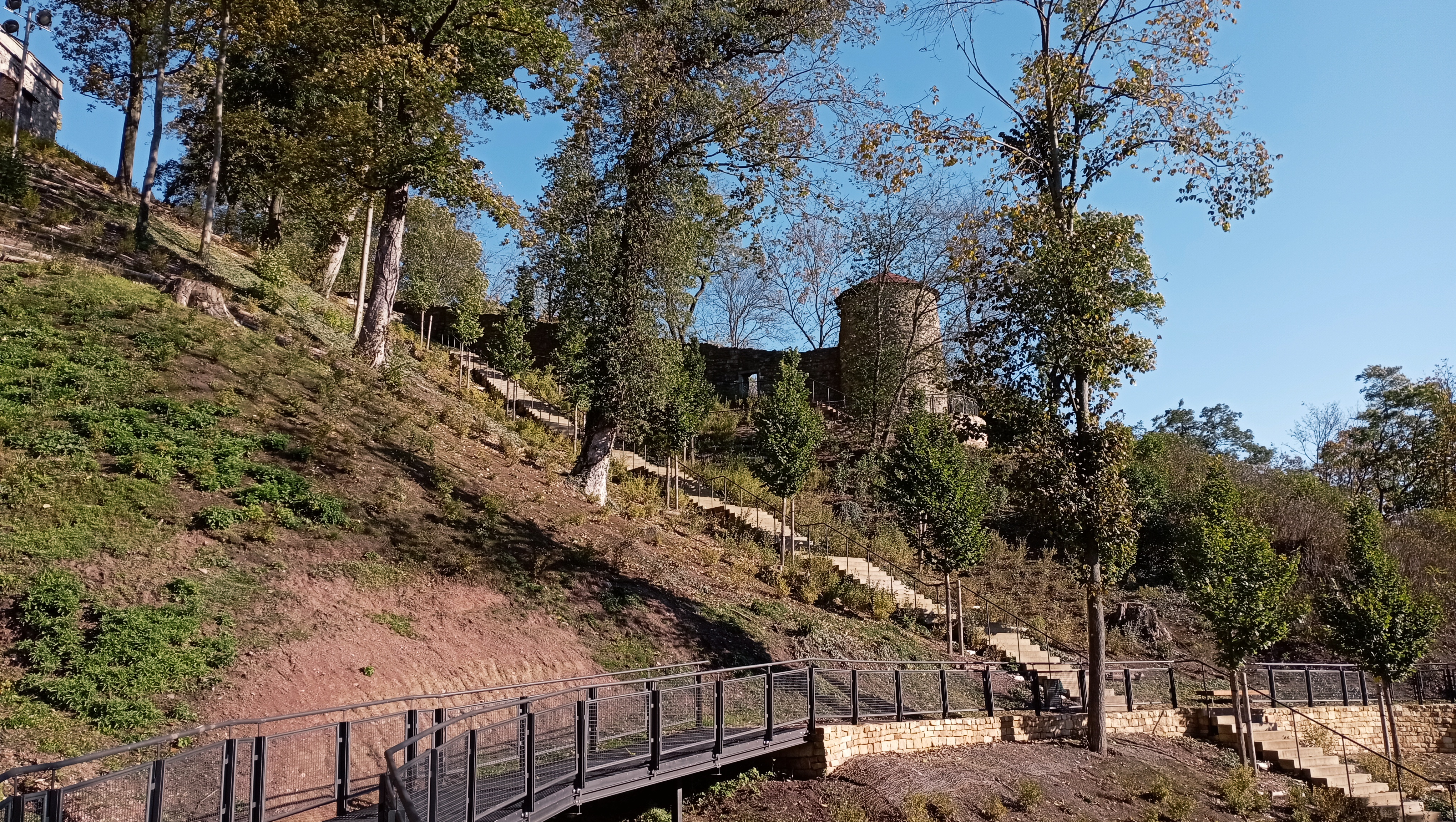
Část zdi s věží Hladomorna

Nejdelší úseky hradeb se dochovaly na jihovýchodní a jihozápadní straně zámeckého kopce. Dochovala se zde také okrouhlá věž Hladomorna a základy někdejší Bílé věže. Další úseky se dochovaly v Zámecké, Krámské a Hradební ulici.
V Hradební ulici, za čp. 161 najdeme v parčíku zachovalý pozůstatek zdi i se zbytkem půlkruhové bašty. Tato část nejlépe napovídá o vývinu náchodského opevnění. Svědčí o tom cimbuří, které bylo přistavěno až později. Připomínkou hradeb je i parčík Osobností v severozápadním rohu náměstí.